# Канин, Константин Леонидович
Константин Леонидович Канин (29 мая 1982, Шымкент) — казахстанский и узбекистанский футболист, сыграл один матч за сборную Казахстана.

## Биография
Дебютировал на профессиональном уровне в 2000 году в составе клуба «Жигер», единственный матч за который провёл в Кубке Казахстана. В том же сезоне перешёл в клуб «Достык» (будущий «Ордабасы»), с которым в 2000-01 годах сыграл 16 матчей в чемпионате Казахстана. В дальнейшем выступал в высшей лиге за клубы «Елимай», «Женис», вновь «Ордабасы», а также в 2006 году за «Кайсар», с которым за год до этого выиграл первую лигу. В 2005 году также играл в первой лиге за клуб «Яссы». В 2007-08 годах Канин выступал в чемпионате Узбекистана, где был игроком «Навбахора», «Андижана» и АГМК. В 2009 году выступал в первой лиге Казахстана за «Айжарык», где в 13 матчах забил 16 голов, но не помог клубу избежать выбывания. По окончании сезона завершил игровую карьеру.
27 апреля 2003 года Канин принял участие в товарищеском матче между сборными Казахстана и Фарерских островов (2:3), в котором был заменён в перерыве.

## Достижения
- Победитель первой лиги Казахстана (конференция «Юго-запад»): 2005